# Тім Вайрюнен
Тім Вайрюнен (фін. Tim Väyrynen, нар. 30 березня 1993, Еспоо) — фінський футболіст, нападник клубу «КуПС».
Виступав, зокрема, за клуби «Гонка» та «Динамо» (Дрезден), а також національну збірну Фінляндії.
Чемпіон Фінляндії.

## Клубна кар'єра
Народився 30 березня 1993 року в місті Еспоо. Вихованець футбольної школи клубу «Гонка». Дорослу футбольну кар'єру розпочав 2010 року в основній команді того ж клубу, в якій провів чотири сезони, взявши участь у 81 матчі чемпіонату.  Більшість часу, проведеного у складі «Гонки», був основним гравцем атакувальної ланки команди. У складі «Гонки» був одним з головних бомбардирів команди, маючи середню результативність на рівні 0,42 гола за гру першості.
Згодом з 2014 по 2015 рік грав у складі команд «Боруссія» II та «Вікторія» (Кельн).
Своєю грою за останню команду привернув увагу представників тренерського штабу клубу «Динамо» (Дрезден), до складу якого приєднався 2015 року. Відіграв за дрезденський клуб наступні два сезони своєї ігрової кар'єри.
Протягом 2017—2021 років захищав кольори клубів «Ганза», «Рода», «ГІК» та «Тирана».
До складу клубу «КуПС» приєднався 2021 року. Станом на 8 липня 2022 року відіграв за команду з Куопіо 27 матчів у національному чемпіонаті.

## Виступи за збірні
У 2010 році дебютував у складі юнацької збірної Фінляндії (U-19), загалом на юнацькому рівні взяв участь у 6 іграх, відзначившись 3 забитими голами.
Протягом 2012–2015 років залучався до складу молодіжної збірної Фінляндії. На молодіжному рівні зіграв у 12 офіційних матчах, забив 5 голів.
У 2013 році дебютував в офіційних матчах у складі національної збірної Фінляндії.

## Титули і досягнення

### Командні
- Чемпіон Фінляндії (1):

«ГІК»: 2020
- Володар Кубка Фінляндії (3):

«Гонка»: 2012
«ГІК»: 2020
«КуПС»: 2022
- Володар Кубка фінської ліги (2):

«Гонка»: 2010, 2011
- Володар Кубка Ліхтенштейну (1):

«Вадуц»: 2023

### Особисті
- Найкращий бомбардир чемпіонату Фінляндії (1): 2013